# اس‌اس پرشیا (۱۹۰۰)
اس‌اس پرشیا (۱۹۰۰) (به انگلیسی: SS Persia (1900)) یک کشتی بود که طول آن ۴۹۹ فوت ۸ اینچ (۱۵۲٫۳۰ متر) بود. این کشتی در سال ۱۹۰۰ ساخته شد.